# 고이치아강
고이치아강(Palaeoheterodonta)은 이매패류 연체동물 아강의 하나이다. 현재하는 목으로 세모조개목과 석패목을 포함하고 있다.

## 고이치아강의 2010년 분류
2010년에 출판한 이매패류 분류에서, 비엘레(Bieler)와 카터(Carter) 그리고 코안(Coan)은 고이치아강을 포함한 이매패류에 대한 새로운 분류법을 제안했다.
- 고이치아강(Palaeoheterodonta)
  - 세모조개목(Trigonioida)
    - 세모조개상과(Trigonioidea)
      - 세모조개과(Trigoniidae)

  - 석패목(Unionoida)
    - 석패상과(Unionoidea)
      - Margaritiferidae
      - 석패과(Unionidae)